# Pihlajaniemi
Pihlajaniemi est un quartier des districts de centre-ville et Skanssi-Uittamo à Turku en Finlande,.

## Description
Pihlajaniemi est situé au sud du centre-ville.
Les quartiers voisins sont Korppolaismäki au nord, Puistomäki à l'est et Uittamo au sud.
Pihlajaniemi fait l'objet de plans de développement depuis les années 1990.
Le projet de construction le plus important a été la zone résidentielle de Majakkkaranta.
Le bâtiment le plus imposant est l'étoile d'Airisto haute de 58 mètres et comptant 18 étages.
Tout le trafic en provenance des îles Hirvensalo, Satava et Kakskerta vers le continent passe par Pihlajaniemi en empruntant le pont d'Hirvensalo (fi).

## Galerie

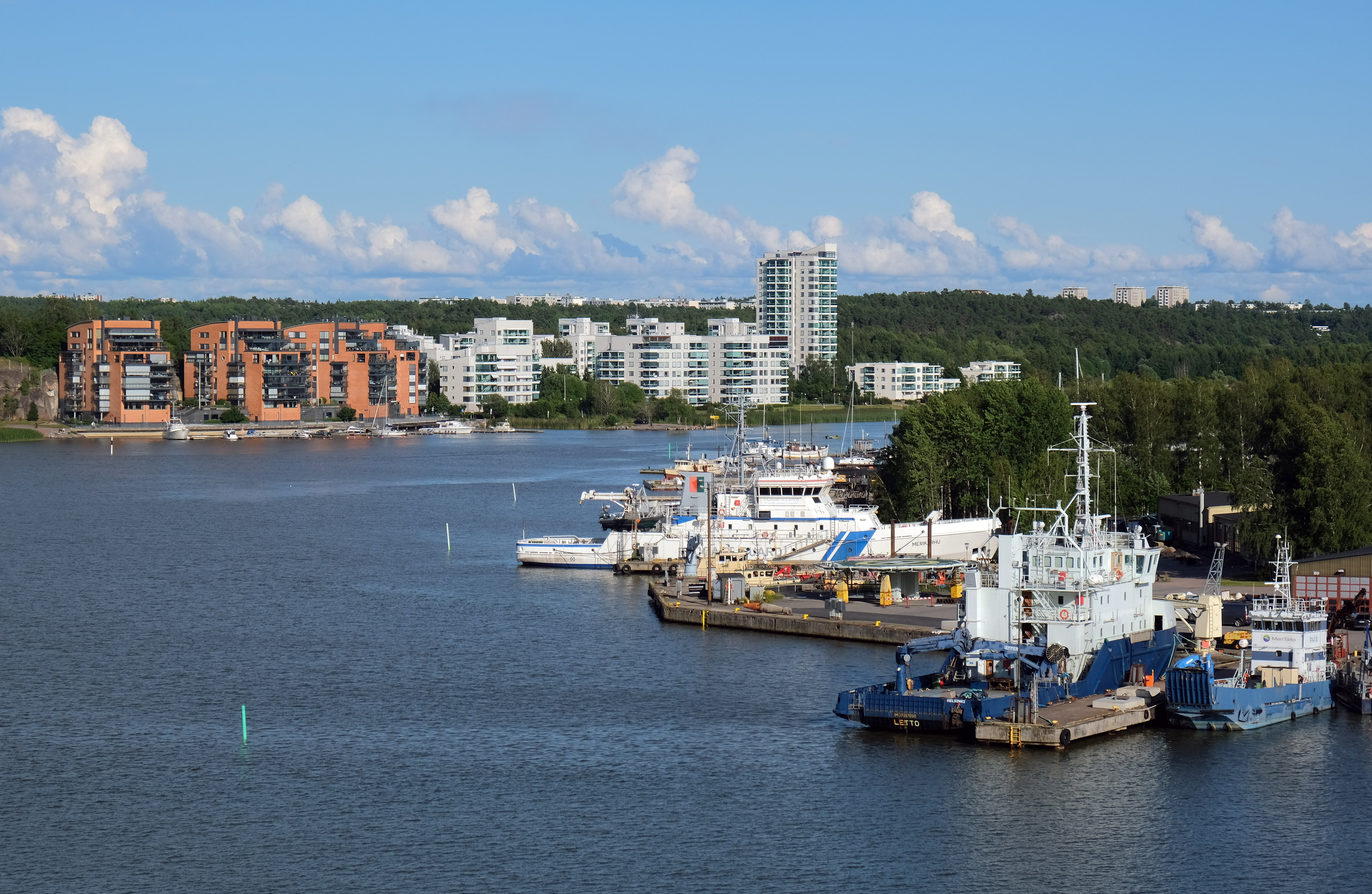
Pihlajaniemi.
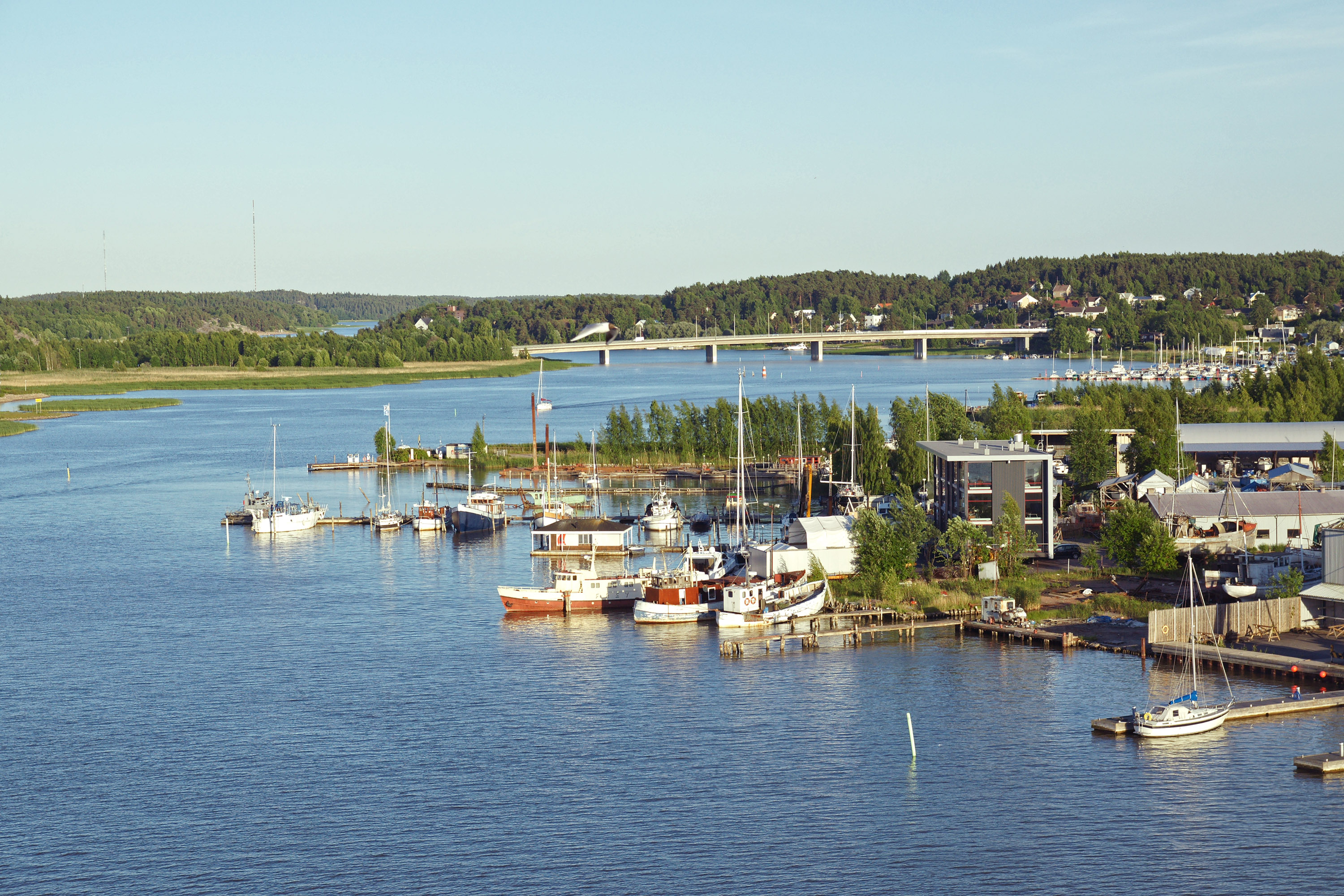
Pont d'Hirvensalo.
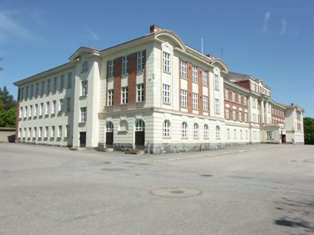
Caserne d'Heikkilä